# Jennifer Holliday
Jennifer-Yvette Holliday (Houston, Texas, 19 de octubre de 1960) es una cantante y actriz estadounidense de teatro y televisión. Pasó del teatro musical de Broadway, donde trabajó en Dreamgirls por el que ganó un Premio Tony a la mejor actriz principal en un musical y otras producciones, a incursionar en la música como solista, transformándola en una carrera exitosa que le ha significado ser acreedora de una nominación al Premio Grammy a la mejor artista novel en 1982 y ganadora a la mejor interpretación vocal de R&B femenina por «And I Am Telling You I'm Not Going» —parte del musical Dreamgirls— el mismo año y a la mejor interpretación inspiracional por «Come Sunday» en 1985.

## Discografía

### Álbumes de estudio
| Año  | Detalles del álbum                                                                                                   | Posición en las listas | Posición en las listas | Posición en las listas | Certificaciones (Certificación de ventas discográficas) |
| Año  | Detalles del álbum                                                                                                   | US                     | US R&B                 | US Gospel              | Certificaciones (Certificación de ventas discográficas) |
| ---- | --- | ---------------------- | ---------------------- | ---------------------- | ------------------------------------------------------- |
| 1983 | Feel My Soul - Sello discográfico: Geffen Records                                                                    | 31                     | 6                      | —                      |                                                         |
| 1985 | Say You Love Me - Sello discográfico: Geffen Records                                                                 | 110                    | 34                     | —                      |                                                         |
| 1987 | Get Close to My Love - Sello discográfico: Geffen Records                                                            | —                      | —                      | —                      |                                                         |
| 1991 | I'm on Your Side - Sello discográfico: Arista Records                                                                | 184                    | 29                     | —                      |                                                         |
| 1994 | On & On... - Sello discográfico: Intersound                                                                          | —                      | —                      | 10                     |                                                         |
| 1996 | The Best of Jennifer Holliday - Sello discográfico: Geffen Records                                                   | —                      | 50                     | —                      |                                                         |
| 2000 | 20th Century Masters - The Millennium Collection: The Best of Jennifer Holliday - Sello discográfico: Geffen Records | —                      | —                      | —                      |                                                         |
| 2011 | Goodness & Mercy - Sello discográfico: Euphonic / New Day Christian                                                  | —                      | —                      | —                      |                                                         |
| 2014 | The Song Is You - Sello discográfico: Shanachie                                                                      | —                      | 14                     | —                      |                                                         |

### Sencillos
| Año  | Sencillo                                                             | Mejor posición en listas | Mejor posición en listas | Mejor posición en listas | Mejor posición en listas | Álbum                                    |
| Año  | Sencillo                                                             | U.S. R&B                 | U.S. Hot 100             | U.S. Dance               | UK                       | Álbum                                    |
| ---- | -------------------------------------------------------------------- | ------------------------ | ------------------------ | ------------------------ | ------------------------ | ---------------------------------------- |
| 1982 | «And I Am Telling You I'm Not Going»                                 | 1                        | 22                       | —                        | 32                       | Dreamgirls: Original Broadway Cast Album |
| 1982 | «I Am Changing»                                                      | 29                       | —                        | —                        | —                        | Dreamgirls: Original Broadway Cast Album |
| 1983 | «I Am Love»                                                          | 2                        | 49                       | —                        | —                        | Feel My Soul                             |
| 1983 | «Just Let Me Wait»                                                   | 24                       | —                        | —                        | —                        | Feel My Soul                             |
| 1985 | «Hard Time for Lovers»                                               | 17                       | 69                       | 26                       | —                        | Say You Love Me                          |
| 1985 | «No Frills Love»                                                     | 29                       | 87                       | 1                        | —                        | Say You Love Me                          |
| 1987 | «Heart on the Line»                                                  | 48                       | —                        | —                        | —                        | Get Close to My Love                     |
| 1991 | «I'm on Your Side»                                                   | 10                       | —                        | —                        | —                        | I'm on Your Side                         |
| 1991 | «Love Stories»                                                       | 29                       | —                        | —                        | —                        | I'm on Your Side                         |
| 1996 | «No Frills Love»                                                     | —                        | —                        | 1                        | —                        | The Best of Jennifer Holliday            |
| 2000 | «A Woman's Got the Power»                                            | —                        | —                        | 7                        | —                        | Breaking Through                         |
| 2000 | «Think It Over»                                                      | —                        | —                        | 1                        | —                        | Divine Divas                             |
| 2001 | «And I Am Telling You I'm Not Going» (Rosabel con Jennifer Holliday) | —                        | —                        | 6                        | —                        | —                                        |
| 2007 | «And I Am Telling You I'm Not Going» (Jennifer Holliday con Rosabel) | —                        | —                        | 10                       | —                        | —                                        |
| 2007 | «Givin' Up»                                                          | —                        | —                        | —                        | —                        | Why Did I Get Married? banda sonora      |
| 2011 | «God is Faithful»                                                    | —                        | —                        | —                        | —                        | Goodness and Mercy                       |
| 2014 | «Touch»                                                              | —                        | —                        | —                        | —                        | The Song Is For You                      |

## Teatro
- Your Arms Too Short to Box with God (1980)
- Dreamgirls (1981–83; 1994; 2007; 2012)
- Sing, Mahalia, Sing (1985)
- The Gospel Truth (1986)
- Harlem Suite (1988)
- Grease (1995)
- Angela Lansbury: A Celebration (1996) (concierto benéfico)
- Chicago (2001)
- Downhearted Blues: The Life and Music of Bessie Smith (2001)
- Black Nativity (2002)
- Like Jazz (2003)
- The Color Purple (2014)